# أوبرى ماثيوبى
أوبرى ماثيوبى (بالإنجليزية: Aubrey Mathibe)‏ (16 يوليو 1980 في جنوب أفريقيا - ) هو لاعب كرة قدم جنوب أفريقي في مركز حراسة المرمى. لعب مع نادي كايزر تشيفز وموروكا سوالوز وتاندا رويال زولو ‏ ونادي أمازولو.